# Jordan Garrett
Jordan Garrett (17 dicembre 1992) è un attore statunitense.

## Biografia
Garrett ha recitato in diverse serie televisive come Law & Order - Unità vittime speciali, Crossing Jordan, Criminal Minds, Six Feet Under, Medium, Hidden Hills, E.R. - Medici in prima linea e Senza traccia. Nel 2006 ha partecipato ad un provino per il ruolo di protagonista del film Shiloh e il mistero del bosco, ma la parte venne affidata a Jason Dolley mentre Garrett venne preso in un ruolo secondario.

## Filmografia
- E.R. - Medici in prima linea (ER), nell'episodio "Affari di famiglia" (2002)
- Hidden Agenda, regia di Scott McAboy (2002)
- Hidden Hills, nell'episodio "The Concert" (2003)
- Easy (2003) (non accreditato)
- Angel (Angel), nell'episodio "Convinzione" (2003)
- Seven's Eleven (2004) Cortometraggio
- Six Feet Under (Six Feet Under), nell'episodio "Le due facce della verità" (2004)
- Law & Order - Unità vittime speciali (Law & Order: Special Victims Unit), nell'episodio "L'esecuzione" (2004)
- Junior Pilot (2005) Uscito in home video
- Medium (Medium), nell'episodio "Morte apparente" (2005)
- Thank You for Smoking (2005)
- Sixty Minute Man (2006) Film TV
- Crossing Jordan (Crossing Jordan), nell'episodio "La locanda di Lucy Carver" (2006)
- Senza traccia (Without a Trace), nell'episodio "La caccia" (2006)
- Shiloh e il mistero del bosco (Saving Shiloh) (2006)
- Criminal Minds (Criminal Minds), nell'episodio "Cenere e polvere" (2007)
- Totally Baked (2007)
- La chiave del sospetto (By Appointment Only) (2007) Film TV
- Death Sentence (Death Sentence) (2007)
- CSI: Miami (CSI: Miami), nell'episodio "Morte di una tata" (2007)
- Journeyman (Journeyman), nell'episodio "Vita che non è" (2007)
- The Least of These (2008)
- Twentysixmiles (2010) Serie TV
- Melissa & Joey (Melissa & Joey), nell'episodio "Non fare ciò che ho fatto io" (2011)
- NCIS - Unità anticrimine (NCIS), nell'episodio "Tutta la vita davanti agli occhi" (2012)

## Doppiatori italiani
Nelle versioni in italiano delle opere in cui ha recitato, Jordan Garrett è stato doppiato da:
- Davide Perino in CSI: Miami
- Flavio Aquilone in NCIS - Unità anticrimine